# Tipula (Triplicitipula) flavoumbrosa
Tipula (Triplicitipula) flavoumbrosa is een tweevleugelige uit de familie langpootmuggen (Tipulidae). De soort komt voor in het Nearctisch gebied.